# Stensöta
Stensöta (Polypodium vulgare) är en växtart i familjen stensöteväxter.
Stensötan har sina blad en enda gång parflikade, och skaftet skiljer sig slutligen genom en led från jordstammen, så att inga bladrester utan endast bladärr kvarstår. Växten är mycket vanlig i Sverige och lever dels på skuggig, inte för torr mark, dels på mossiga stenar, klippväggar och stubbar. Av stor betydelse för dess livslopp är bladens förmåga att klara av intorkning, utan att såsom blomväxternas blad vissna och dö. Stensötans blad rullar ihop sina flikar och intar torrställning, för att åter breda ut sig när luften blir fuktig igen eller när det kommer nederbörd. 
Stensötan har fått sitt namn av sin ätbara rot som till smaken påminner om sötlakrits.
Ett äldre svenskt alternativt namn är bergsöta.
I svensk folkmedicin användes stensötan förr i tiden som medel mot förkylning genom att den kokades i vatten. Enligt svensk folktro skulle en kvinna som tuggade på rötter från stensöta få rikligt med bröstmjölk.

## Externa länkar

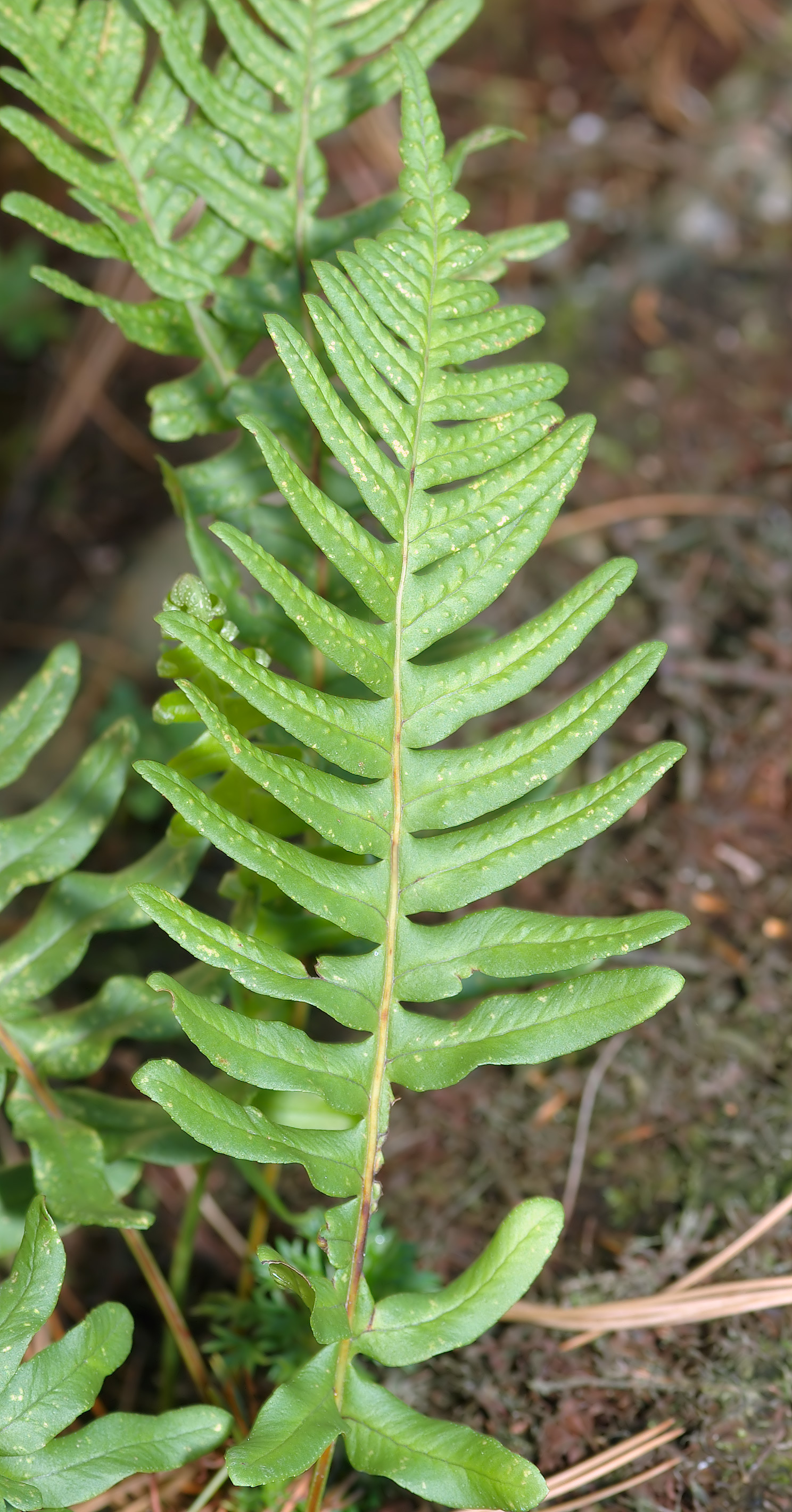
Stensöta (Polypodium vulgare)